# ACB (Roemenië)
Autostrada Centura București of A0 is een geplande autoweg in Roemenië. De weg zal de A1, A2, en A3 verbinden en wordt een ringweg rond Boekarest ter uitbreiding van de DNCB. Op 29 november 2023 werd het eerste deel opgeleverd waarvan, 10 kilometer tussen de DN1 en A3. De kosten worden op 580 miljoen euro geraamd. In april 2024 opende 13 kilometer tussen de DN4 en de DN5; in juli 2024 het meest oostelijke deel van 10 kilometer tussen de A2 en Popești-Leordeni. In december 2024 opende 8 kilometer tussen de A3 en Afumați; in juli 2025 werd de zuiderring voltooid.